# Willy Jäggi
Willy Jäggi   (Solothurn, 28 de juliol de 1906 - Biel/Bienne, 1 de febrer de 1968) fou un futbolista suís de la dècada de 1930.
Pel que fa a clubs jugà a FC Solothurn, Servette FC, FC La Chaux-de-Fonds, Urania Genève Sport, FC Lausanne-Sport, i FC Biel-Bienne.
També jugà amb la selecció de futbol de Suïssa, amb la qual disputà els Jocs Olímpics de 1928 i la Copa del Món de futbol de 1934.